# Jordan Pruitt
Jordan Lynne Pruitt (nascuda el 19 de maig de 1991 a Loganville, Geòrgia) és una cantautora de música pop i el seu segell discogràfica és Hollywood Records.

## Carrera
Pruitt va començar cantant en cors d'esglésies, on el seu pare era el director. Ja escrivia cançons cristianes als 9 anys i va cantar molts anys en el cor d'Atlanta.
Va ser descoberta als 13 anys per un productor a Franklin, Tennessee. Molt aviat va ser redescoberta pel canal Disney Channel. El seu single debut va ser "Outside Looking In," que va aparèixer en la pel·lícula original de Disney Channel, Read It and Weep. Aquesta cançó va ser tan popular que va aparèixer en l'àlbum, Girl Next. Després una altra cançó seva, "We Are Family" va aparèixer en la pel·lícula, Air Buddies i el seu últim single, "Jump to the Rhythm" va aparèixer en la pel·lícula original de Disney Channel, Jump In! protagonitzada per Corbin Bleu.
El seu àlbum debut, No Ordinary Girl, va ser llançat el 6 de febrer de 2007. L'àlbum va debutar en la llista Billboard 200, en el número #64. Amb 14,000 còpies venudes en només una setmana.
Actualment es troba gravant el seu tercer àlbum d'estudi. El mes d'abril de 2011, Jordan va donar a conèixer el seu primer single del seu tercer àlbum.

## Discografia

### Àlbums
| Informació |
| --- |
| No Ordinary Girl - Llançat: 6 de febrer de 2007 (US) - Discogràfica: Hollywood Records - Posicions: #64 US Billboard 200 |
| Permission To Fly - Llançat: 22 de juliol de 2008 (US) - Discogràfica: Hollywood Records                                 |